# アンドリース・ベッカー
アンドリース・ベッカー（Andries Bekker、1983年12月5日 - ）は、南アフリカ・ケープタウン出身の元ラグビー選手。現在ジャパンラグビーリーグワンコベルコ神戸スティーラーズのアシスタントコーチを務めている。

## プロフィール
- ポジションはロック(LO)。
- 身長 208 cm、体重 121 kg
- ニックネームはスコッティー、チョッピー。
- 南アフリカ共和国代表通算キャップ数は29。

## 来歴
ポールルースジムナシム、南アフリカ大学 を経て、2005年、ストーマーズに加入。
2013年、神戸製鋼コベルコスティーラーズに加入。同年8月31日に行われたジャパンラグビートップリーグ第1節のNECグリーンロケッツ戦に先発出場で日本での公式戦初出場を果たす。
2018年、現役を引退した。
引退後は、そのまま神戸製鋼コベルコスティーラーズのFWコーチ就任。

## 受賞歴
- 2014-15トップリーグベスト15
- 2015-16トップリーグベスト15